# Maidenhead
Cet article concerne la ville de Maidenhead. Pour le système de coordonnées, voir Maidenhead Locator System.
Maidenhead est une ville du Berkshire, en Angleterre, et compte une population d'environ 60 000 habitants. La ville fait partie de la circonscription de Windsor et Maidenhead (Royal Borough of Windsor and Maidenhead). Elle se situe sur la rive sud de la Tamise, à une quarantaine de kilomètres à l'ouest du quartier londonien de Charing Cross. Le nom de Maidenhead vient de celui du quai construit sur la rivière en 1297.
Maidenhead se trouve dans le Silicon Corridor anglais, le long de l'autoroute M4, à l'ouest de Londres. Beaucoup de résidents font la navette pour travailler à Londres ou dans les villes de Slough et de Reading.
Parmi les activités de Maidenhead, on trouve la conception de logiciels, les plastiques, l'impression pour les entreprises pharmaceutiques et les télécommunications. La ville est aussi un centre de canotage. Maidenhead a été le siège de la conférence qui est convenu de la norme constituant le Maidenhead Locator System standard, un système de localisation utilisé par les radioamateurs.
Actuellement, la députée de la circonscription électorale de Maidenhead est Theresa May, Première ministre du Royaume-Uni de juillet 2016 à juin 2019 (parti conservateur). Le maire du Windsor and Maidenhead est le conseiller Colin Rayner (du parti conservateur).

## Histoire
Maidenhead figure dans le Domesday Book sous le nom d'Ellington dans le hundred de Beynhurst ; la ville moderne de Maidenhead, en fait, a pris la suite d'Ellington Sud.
La partie la plus vivante du district se trouve sur la Tamise près de la Grande Colline de Taplow, l'idéal tant pour son activité commerciale que pour sa proximité avec la mer. Cette colline était connue au temps des Celtes : c'était le Mai Dun et le quai qui correspondait le Mai Dun Hythe. Le nom de ce quai a fini par désigner l'endroit sous la forme Maidenhuth, et a finalement remplacé celui d'Ellington Sud.
En 1280, un pont a été jeté sur le fleuve pour remplacer le bac et la Grand Route occidentale a été détournée pour en profiter, ce qui a permis la croissance de Maidenhead : c'était une étape pour les diligences entre Londres et Bath, si bien que la rue principale s'est remplie d'auberges. L'actuel pont de Maidenhead, une curiosité locale, date de 1777 et a coûté £19 000.
Un autre pont, le Maidenhead Railway Bridge est un pont ferroviaire achevé en 1838 mais mis en service le 1er juillet 1839.
Le roi Charles Ier a rencontré ses enfants pour la dernière fois avant son exécution en 1649 à l'auberge du Lévrier (Greyhound Inn), maintenant occupée par une succursale de la NatWest Bank. Une plaque commémorative rappelle cette entrevue.
Lieu de séjour à la mode au bord de la Tamise au XIXe siècle, Maidenhead a été copieusement raillé par Jerome K. Jerome dans Trois hommes dans un bateau :
« Maidenhead est trop prétentieux pour être agréable. On y voit traîner le snob et sa compagne endimanchée. C'est la ville d'hôtels tape-à-l'œil, fréquentée surtout principalement par les filles de ballet et les dandys. »
Commençant déjà à se développer au milieu du XIXe siècle grâce au chemin de fer, la rue principale s'est remise à changer. Les routes boueuses ont été refaites et les services publics ont été mis en place – c'est un Maidenhead moderne qui apparaît.

## Jumelage
La ville est jumelée avec:
- Saint-Cloud (France) depuis 1957[1].

## Personnalités
- Le graveur Octave Jahyer y est mort en 1904.
- Le dessinateur de comics Dave McKean est né à Maidenhead.
- Gary Russell, né à Maidenhead.
- Ethel Barns, compositrice, y est née.
- Nicholas Winton, né le 19 mai 1909, est un Britannique qui organisa le sauvetage de 669 enfants juifs tchèques et slovaques d'un destin fatal avant le déclenchement de la Seconde Guerre mondiale. Il a été surnommé le Schindler britannique[2].
- Mohammad Hassan Mirza, mort le 7 janvier 1943 a Maidenhead.

Mohammad Hassan Mirza est un prince de la dynastie des Qadjars (Iran).
Après le coup d'État militaire mené par Reza Pahlavi, Mohammad Hassan Mirza partit en exil avec sa famille en 1925. Il mourut en 1943 à Maidenhead. Il prolongea la dynastie des Kadjars avec le prince Hamid Mirza. Il est enterré à Kerbala en Irak.
- Miles Flint vit à Maidenhead avec sa femme et ses deux enfants.